# Proteus (игра)
Proteus — инди-игра 2013 года выпуска, совмещающая жанры квеста и симулятора ходьбы. Её разработкой занимались независимые разработчики Эд Кей и Дэвид Канага для платформ Microsoft Windows, OS X, Linux, PlayStation 3 и PlayStation Vita. В Proteus игрок изучает процедурно сгенерированную среду без каких либо заданных целей. Флора и фауна мира издают разные звуки, в совокупности образуя разные музыкальные дорожки и образуя адаптивный саундтрек, в зависимости от окружения игрока.
Разработка игры началась в 2007 году. Кей изначально задумывал Proteus, как ролевую игру с открытым миром, похожую на The Elder Scrolls IV: Oblivion, но из-за количества работы, требуемой для завершения подобного проекта, дизайн игры был кардинально переосмыслен в сторону «нетрадиционного и ненасильственного». Звуковой дизайнер и композитор Дэвид Канага присоединился к проекту в 2010 году. Версии для игровой приставки PlayStation 3 и портативной консоли Vita были разработаны компанией Curve Studios, команда которой по просьбе Sony добавила новые функции игрового процесса в издание Vita.
Proteus выиграла премию в категории «лучшее аудио» в 2011 году на вручении IndieCade, а также стала финалистом Nuovo Award 2012 на фестивале независимых игр . После её выхода, критики высоко оценили игру, особенно за звуковые элементы, хотя предметом основной критики стала продолжительность игры и её плохая реиграбельность. Proteus, как достаточно характерный пример видео-игры, как формы искусства, стала причиной споров, связанных с тем, можно ли её вообще считать видеоигрой.

## Игровой процесс

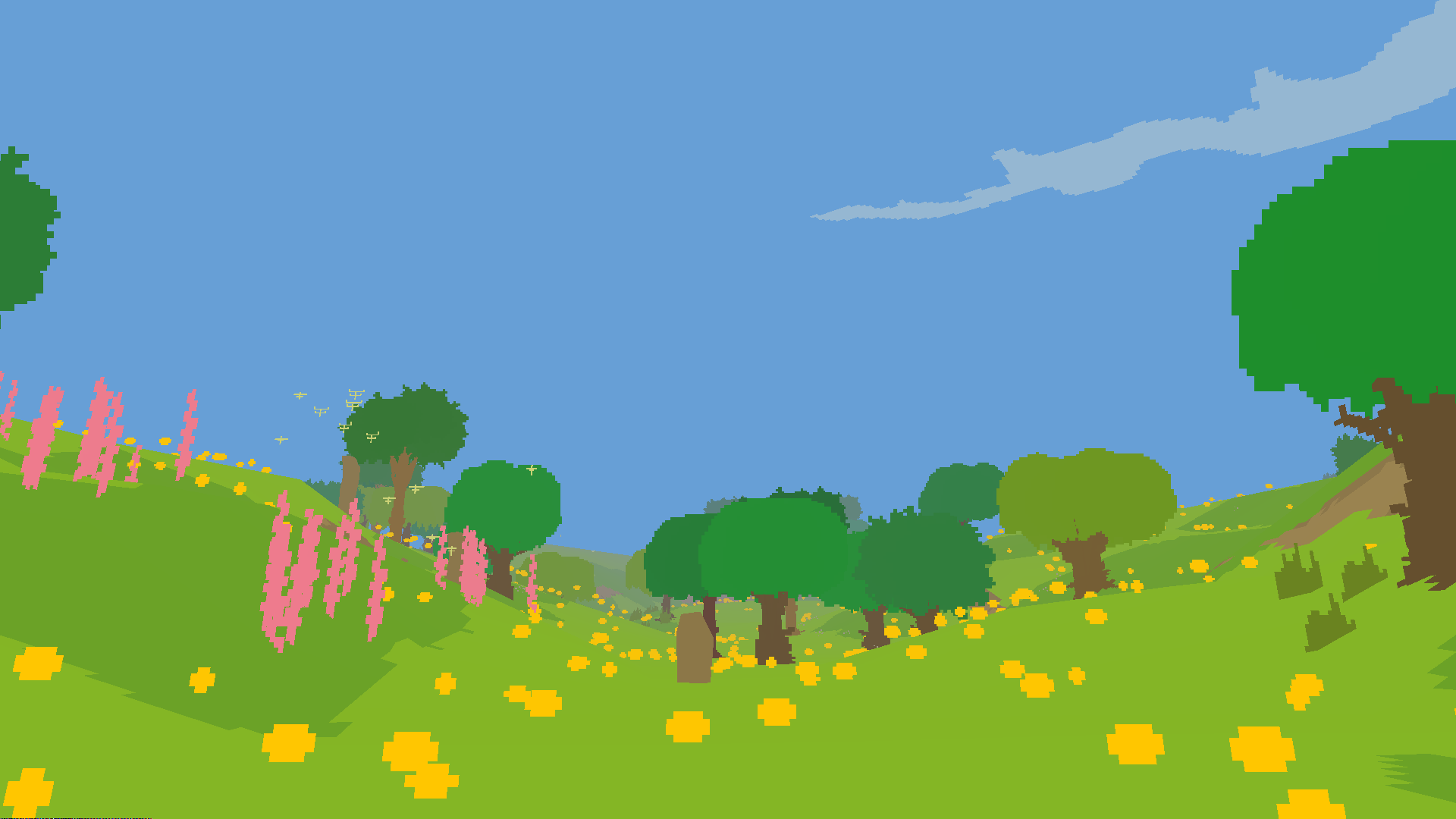
Каждая процедурно созданная область образует свои музыкальные дорожки

В Proteus, игрок исследует остров от первого лица. Остров выполнен в простой пиксельной графике и состоит из холмов, деревьев, сооружений и животных, таких как лягушки и кролики; расположение этих элементов меняется каждый раз посредством процедурной генерации, вместе с очередным игровым сеансом. Основное внимание в игре уделяется исследованию, а не взаимодействию, так как в ней нет повествования, и игроку не дают инструкций о том, как действовать дальше. Возможные взаимодействия ограничены — например, животные могут убежать, когда игрок подходит слишком близко. Саундтрек игры варьируется в зависимости от движений игрока и его местоположения; он может замолчать, когда игрок находится на вершине холма, и стать более интенсивным, когда он спускается по нему. Саундтрек накладывает дополнительные звуковые дорожки, когда игрок приближается к объектам и животным. Многие объекты на острове представлены в виде двухмерных спрайтов, контрастирующих с трехмерным ландшафтом.
Когда игра начинается, игрок находится далеко от острова и должен пройти через океан, чтобы добраться до него. По прибытии игрок может свободно исследовать весь остров в течение весеннего сезона. В ночное время игрок может войти в обозначенную область, чтобы перейти к следующему сезону, исследуя каждый из сезонов до конца зимы, после чего игра заканчивается. Пейзаж меняется в зависимости от сезона — например осенью, деревья сбрасывают листья. Игрок может сделать снимок экрана с помощью функции «сохранить открытку», с помощью которой он может сохранить и загрузить свой прогресс.
В дополнение к базовым элементам игрового процесса, версия PlayStation Vita позволяет игроку напрямую воздействовать с окружающей средой, с помощью задней сенсорной панели консоли и образовывать острова на основе текущей даты и местоположения в реальном мире.

## Разработка
Британский гейм-дизайнер Эд Кей начал работу над Proteus ещё в 2008 году по вечерам и выходным, хотя игра уже приобрела свой конечный вид, к разработке присоединился Дэвид Канага в 2010 году. Первоначально Кей представлял игру как процедурную генерируемую ролевую игру на подобии The Elder Scrolls IV: Oblivion, в которой игрок должен был посещать города и выполнять квесты. Понимая масштабы работы, которая потребуется для разработки подобной игры, разработчики решили вместо этого сделать что-то «нетрадиционное и ненасильственное». Самой первой механикой, созданной для Proteus стал генератор ландшафта, который Кей создал, вдохновляясь прогулкой по деревне. Первым элементом, разработанным для игры, стал генератор ландшафта, при создании которого Ки вдохновлялся прогулкой по посёлку Эйвбери, Англия. Несмотря на то, что игра задумывалась, как разведывательная, Кей изучил множество вариантов возможного игрового процесса.

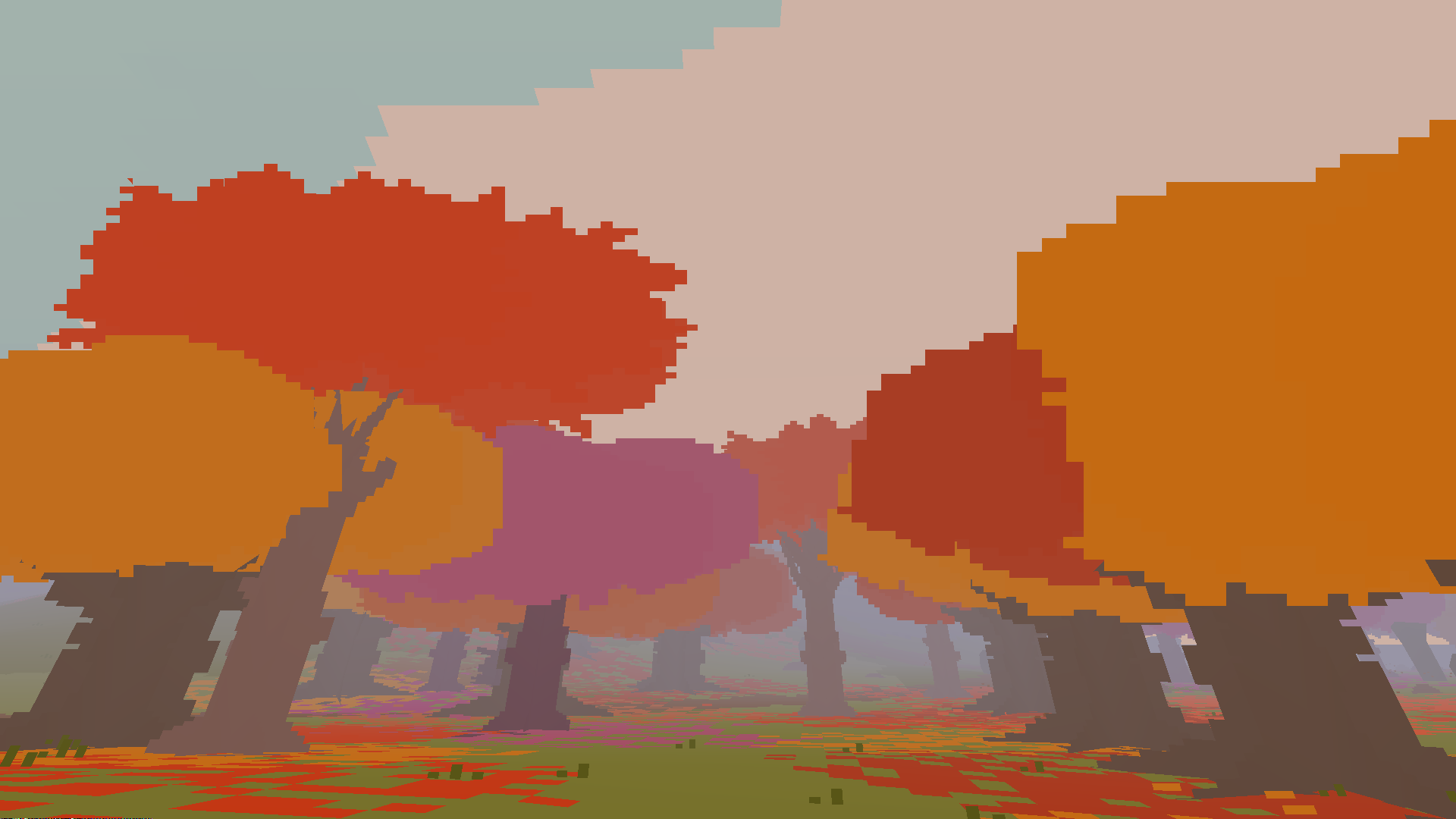
Внешний вид острова меняется в зависимости от сезона, например, оранжевые/коричневые листья осенью.

Кей разработал Proteus с использованием игрового движка, написанного на языке программирования C #. Он определился с визуальным стилем ещё на ранней стадии разработки, в частности с его слов импрессионистическим дизайном дерева, на основе которого создавался художественный стиль. Кей также заметил, что на стиль игры повлияли художественный стиль Арт-деко и работы Пола Нэша. После того, как Канага присоединился к команде разработчиков в качестве звукорежиссёра и композитора, музыкальная и звуковая механика игры была усовершенствована путем опробования самых разнообразных идей, в том числе позволяющих игрокам создавать свою собственную музыку в игре. Эта идея была в конечном счете исключена, потому что Кей и Канага чувствовали, что это отвлечет внимание от исследовательского аспекта игры и вместо этого превратит её в творческий инструмент. В ходе разработки и после выпуска игры, разработчики выразили заинтересованность включать в игру игровые моды, созданные игроками; некоторые из них были с тех пор созданы фанатским сообществом.
Выход Proteus состоялся 30 января 2013 года для Windows и OS X и 8 апреля того же года для Linux. Когда, в 2012 году, появилась возможность предварительного заказа, покупатель мог приобрести физическую копию Proteus — Artifact Edition, которая также включала в себя обложку к игре, саундтрек и заметки о разработке игры. Однако игроки не смогли получить физические копии в рамках предзаказа и Кей принёс официальные извинения, предложив вернуть денежные средства по запросу. Издание стало доступно для покупки в июле 2016 года.
Во время выпуска игры, Curve Studios обратилась к разработчикам с просьбой позволить им портировать игру для выпуска на PlayStation 3 и Vita. Данные версии используют эксклюзивный игровой движок Curve Studio. Sony попросила добавить новые функции в игру, в частности Кей связал процедурную генерацию, основываясь на дате и реальном местоположении, а также возможность изменения игрового мира с помощью задней сенсорной панели Vita.Разработчик заявил, что данная механика будет поддерживаться и в будущем, в других версиях игры. Версии для PlayStation 3 и Vita были выпущены 29 октября 2013 года.

## Критика
| Сводный рейтинг                | Сводный рейтинг         |
| Агрегатор                      | Оценка                  |
| ------------------------------ | ----------------------- |
| GameRankings                   | 77,46 %                 |
| Metacritic                     | 80/100                  |
| Иноязычные издания             |                         |
| Издание                        | Оценка                  |
| Destructoid                    | 8,5/10                  |
| Edge                           | 8/10                    |
| Eurogamer                      | 8/10                    |
| GameSpot                       | 8/10                    |
| GameTrailers                   | 7,4/10                  |
| IGN                            | 8,5/10                  |
| PC Gamer (US)                  | 76/100                  |
| The Guardian                   | [ 35 ]                  |
| Награды                        |                         |
| Издание                        | Награда                 |
| Indiecade 2011                 | Best Audio              |
| A MAZE. Indie Connect Festival | Most Amazing Indie Game |

### Перед выходом
Ещё до своего выпуска, бета-версия Proteus была представлена в ряде фестивалей инди-игр и освещалась журналистами видеоигр. Она выиграла премию IndieCade Award 2011 года в категориях «лучший звук» и была включена в шорт-лист на приз GameCity 2012 года, в конечном итоге проиграла Journey. Proteus стала финалистом премии Nuovo Award 2012 на фестивале независимых игр, которые избирают абстрактные и нестандартные игры. Proteus также получила почётные награды в категориях «Отличный звук» и «Гран-при Шеймуса Макнелли» и выиграла приз «Самая удивительная инди-игра» на мероприятии 2012 A MAZE. Indie Connect. В этом же году игра была представлена на выставке современного искусства в Нью-Йоркском Музее современного искусства.
В статье, в которой обсуждались разведывательные игры-2011 года, Джим Россиньоль с сайта Rock, Paper, Shotgun описал Proteus как «одно из самых очаровательных переживаний», которое он испытал, играя в инди-игру. В рамках предварительного обзора IGN, редакция заметила, что игра «восхитительно опьяняюща», уникальна и интригует. Редакция PC Gamer также отреагировала положительно, обратив особое внимание на изменяющийся саундтрек игры и то, как он последовательно реагирует на движения игрока.

### После выхода
Proteus также получил в целом положительные отзывы после выхода, получив совокупные оценки 80 % и 78 % по версии сайтов агрегаторов Metacritic и GameRankings для версии Windows PC. В результате опроса, редакция Shacknews назвала Proteus седьмой лучшей игрой 2013 года, назвав её «восхитительной, лишённой объяснений»
Обозреватели похвалили игру за её динамичное звуковое сопровождение и то, как оно сопровождает сам игровой процесс. Патрик Хэнкок с сайта Destructoid назвал динамическое звуковое сопровождение игры «главным достижением» игры, в частности возможность исследовать каждую деталь мира, чтобы раскрыть его музыкальный вклад. Редакция IGN писала: «Это странно и увлекательно просто бродить вокруг и позволять [звукам] омывать ваше окружение», и заметила, что для ей было приятно исследовать звуки, исходящие из каждого отдельного предмета или животного. Представитель PC Gamer описал звуковое сопровождение как «глубоко удовлетворяющую возникающую аранжировку». Тем не менее, обзор, составленный критиком Edge резюмировал, что хотя в целом саундтрек оказывает положительное влияние на игровой процесс, однако сама музыка «не способна завести», особенно из-за отсутствия барабанов в большинстве времён года.
Критики дали смешанные оценки относительно разнообразия самого игрового процесса и реиграбельности. Например рецензент IGN оценил реиграбельность игры, указав на то, что игра оказывала на него всё более глубокое впечатление после очередного игрового сеанса. Представитель GameSpot, с другой стороны, указал на то, что, хотя повторные игровые сеансы гарантировали возникновение очередных сюрпризов и необычных игровых локаций, тем не менее игровой мир казался всё менее интересным из-за в целом чувства их узнаваемости. Кроме того, критик PC Gamer заметил, что к концу игрового сеанса; игровой мир казался ему бесцельным и не вдохновляющим, в частности из-за скудности представленного животного мира.
Оценки версий для PlayStation 3 и Vita также были положительными. Например критик Pocket Gamer оставил положительный отзыв, похвалив аудио и дополнительные функции, присутствующие в версии Vita, такие как PlayStation Trophies, из-за которой критик решил перепройти игру. Тем не менее он указал на некоторые проблемы связанные с производительностью, особенно при перемещении камеры. Редакция Metro в своём обзоре описала игру как «увлекательный интерактивный опыт», особенно благодаря музыке. Журнал PlayStation Official Magazine назвал версию для PlayStation 3 «простой, но удивительно эффективной», похвалив игру за её уникальность и «передаваемое чувство удивления».
Proteus стала причиной споров среди игроков и журналистов, касаемо того, стоит ли её вовсе рассматривать, как видеоигру, ссылаясь на такие аспекты, как отсутствие целей или задач. Некоторые противники, в том числе и разработчики видеоигр назвали Proteus программой-игрушкой, само определение признано спорным и уничижительным. Защитники утверждали, Proteus стоит рассматривать, как нетрадиционную игру, что она обладает действиями и своими внутриигровыми законами, хоть и не требующими быстрых рефлексов. Редакция IGN утверждала, что хотя Proteus действительно включает в себя элементарную игровую механику, с необязательным взаимодействием и отсутствием обратной связи, «поощрение лишь строгого определения игры» противниками делает их консервативными и догматичными.